# テトラフルオロホウ酸ベンゼンジアゾニウム
テトラフルオロホウ酸ベンゼンジアゾニウム(Benzenediazonium tetrafluoroborate)は、化学式BF[C6H5N2]BF4の有機化合物である。ジアゾニウムカチオンとテトラフルオロホウ酸の塩である。無色の固体で、極性溶媒に可溶である。アリルジアゾニウム化合物の親物質として、有機化学において広く用いられる。

## 合成
塩酸の存在下で、アニリンをジアゾ化する。
C6H5NH2 + HNO2 + HCl → [C6H5N2]Cl + 2 H2O
テトラフルオロホウ酸を用いた複分解により、粗塩化ベンゼンジアゾニウムからテトラフルオロホウ酸塩が得られる。
[C6H5N2]Cl + HBF4 → [C6H5N2]BF4 +  HCl
テトラフルオロホウ酸塩は、塩化物よりも安定である。

## 性質
ジアゾ基(N2)は、様々な他のアニオン基に置換され、多様な置換フェニル誘導体を与える。
C6H5N2+ + Nu− → C6H5Nu + N2
これらの転換は、シーマン反応、ザンドマイヤー反応、ゴンバーグ・バックマン反応等を含む多くの人名反応と関連している。ジアゾ基と置換しうる広範な官能基には、SH-、CO2H-、OH-等がある。ジアゾカップリング反応は、染料産業において、かなりの実用的価値を持つ。
フェニルジアゾニウム塩とアニリンの反応で、1,3-ジフェニルトリアゼンが生じる。
塩の構造は、X線結晶構造解析で確認された。N-N結合長は、1.083(3) Aである。

## 安全性
塩化物塩は爆発性があるのに対し、テトラフルオロホウ酸塩は単離されやすい。